# Абсолютная геометрия
Абсолютная геометрия (или нейтральная геометрия) — часть классической геометрии, независимая от пятого постулата евклидовой аксиоматики, то есть в абсолютной геометрии пятый постулат может выполняться, а может и не выполняться. Абсолютная геометрия содержит предложения, общие для евклидовой геометрии и для геометрии Лобачевского.
Термин был предложен Яношем Бойяи в 1832 году. Правда, сам Бойяи вкладывал в него несколько иной смысл: он называл абсолютной геометрией специально разработанную им символику, которая позволяла объединять одной формулой теоремы как евклидовой геометрии, так и геометрии Лобачевского.

## Примеры теорем абсолютной геометрии
Первые 28 теорем «Начал» Евклида относятся к абсолютной геометрии. Приведём ещё несколько примеров таких теорем:
- У равнобедренного треугольника углы при основании равны.
- Внешний угол треугольника больше каждого внутреннего, не смежного с ним.
- Во всяком треугольнике по крайней мере два угла острые.
- При пересечении двух прямых вертикальные углы равны.
- Большей из двух сторон треугольника противостоит и больший угол, и наоборот, большему углу противостоит бо́льшая сторона.
- Перпендикуляр (из точки на прямую) короче наклонной.
- Каждая сторона треугольника меньше суммы и больше разности двух других его сторон.
- Сумма углов треугольника не превосходит 180°.

## Теоремы, не входящие в абсолютную геометрию
Современная аксиоматика евклидовой геометрии (например, аксиоматика Гильберта) полна, то есть любое корректное утверждение в этой теории может быть доказано или опровергнуто. Абсолютная геометрия неполна: поскольку пятый постулат определяет метрические свойства однородного пространства, отсутствие его в абсолютной геометрии означает, что метрика пространства не определена, и большинство теорем, связанных с измерениями (например, теорема Пифагора или теорема о сумме углов треугольника) не могут быть доказаны в абсолютной геометрии.
Другие примеры теорем, не входящих в абсолютную геометрию:
- Признаки подобия треугольников[6].
- Многочисленные эквиваленты V постулата[7]

## Вариации и обобщения
В абсолютной геометрии параллельные прямые всегда существуют (см. теоремы 27 и 28 «Начал» Евклида, доказанные без опоры на пятый постулат), поэтому сферическая геометрия, в которой нет параллельных, несовместима с абсолютной геометрией. Однако можно построить аксиоматику, объединяющую все три типа неевклидовых геометрий (евклидову, сферическую и геометрию Лобачевского), и тогда абсолютную геометрию можно определить как их общую часть. Это новое определение более широкое, чем прежнее — например, теорема «сумма углов треугольника не превосходит 180°» перестаёт быть верной.